# Marmota-de-barriga-amarela
A marmota-de-barriga-amarela (Marmota flaviventris) é um esquilo-terrestre grande e corpulento do gênero marmota. É uma das quatorze espécies de marmotas e é nativa das regiões montanhosas e semiáridas do sudoeste do Canadá e do oeste dos Estados Unidos, incluindo as Montanhas Rochosas, Serra Nevada e a Grande Bacia. A pelagem é predominantemente marrom, com uma cauda escura e espessa, peito amarelo e uma mancha branca entre os olhos, e eles pesam até aproximadamente 5 kg. Eles vivem em tocas em colônias de até vinte indivíduos com um único macho dominante. São diurnos e se alimentam de material vegetal, insetos e ovos de aves. Eles hibernam por aproximadamente oito meses, começando em setembro e durando até o inverno.

## Descrição

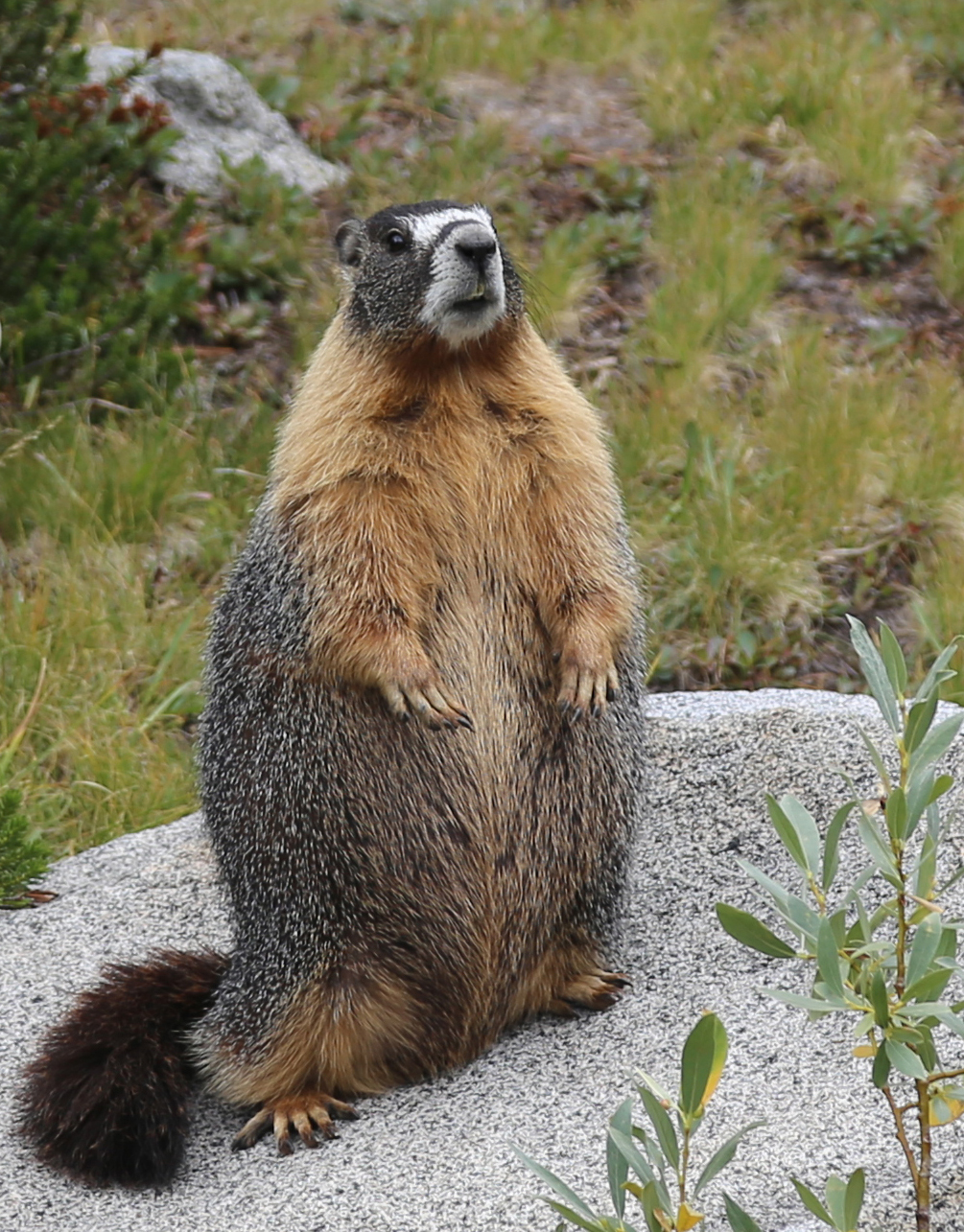
Marmota flaviventris bem alimentada em pé, Ansel Adams Wilderness, Califórnia.

As marmotas-de-barriga-amarela geralmente pesam de 1,6 a 5,2 kg quando totalmente crescidas, embora os machos geralmente pesem mais do que as fêmeas. O peso varia drasticamente ao longo do ano, com o menor peso medido no início da primavera e o maior peso medido no início do outono. Os machos adultos geralmente pesam entre 3 a 5 kg e as fêmeas adultas geralmente pesam entre 1,6 a 4 kg. Eles medem de 47 a 68 cm de comprimento, têm uma cauda curta medindo 13 a 21 cm com pelos amarelados, avermelhados e pretos e pés traseiros medindo 7 a 9 cm.
Elas têm uma aparência bastante gelada, com alguns dos pelos de proteção tendo pontas claras com faixas escuras. A marmota-de-barriga-amarela tem um crânio largo e achatado, cabeça escura e nariz escuro com uma mancha branca de pelo. A pelagem é composta por pelos externos grossos e longos e pelos inferiores lanosos e mais curtos. A pelagem é marrom, com uma mancha branca de pelo no focinho na frente dos olhos. Devido à pelagem amarela brilhante na barriga, nas laterais do pescoço e na garganta, elas receberam seus nomes científicos e comuns. Suas orelhas são pequenas e redondas, medindo de 1,8 a 2,2 cm de comprimento, com um focinho curto e branco. Seu dorso é marrom-avermelhado com um tom de preto e cinza-claro pardo. Seus pés são de cor amarelada a marrom-escura. Elas ganham reservas adicionais de gordura no outono, em preparação para a hibernação.

## Distribuição e habitat

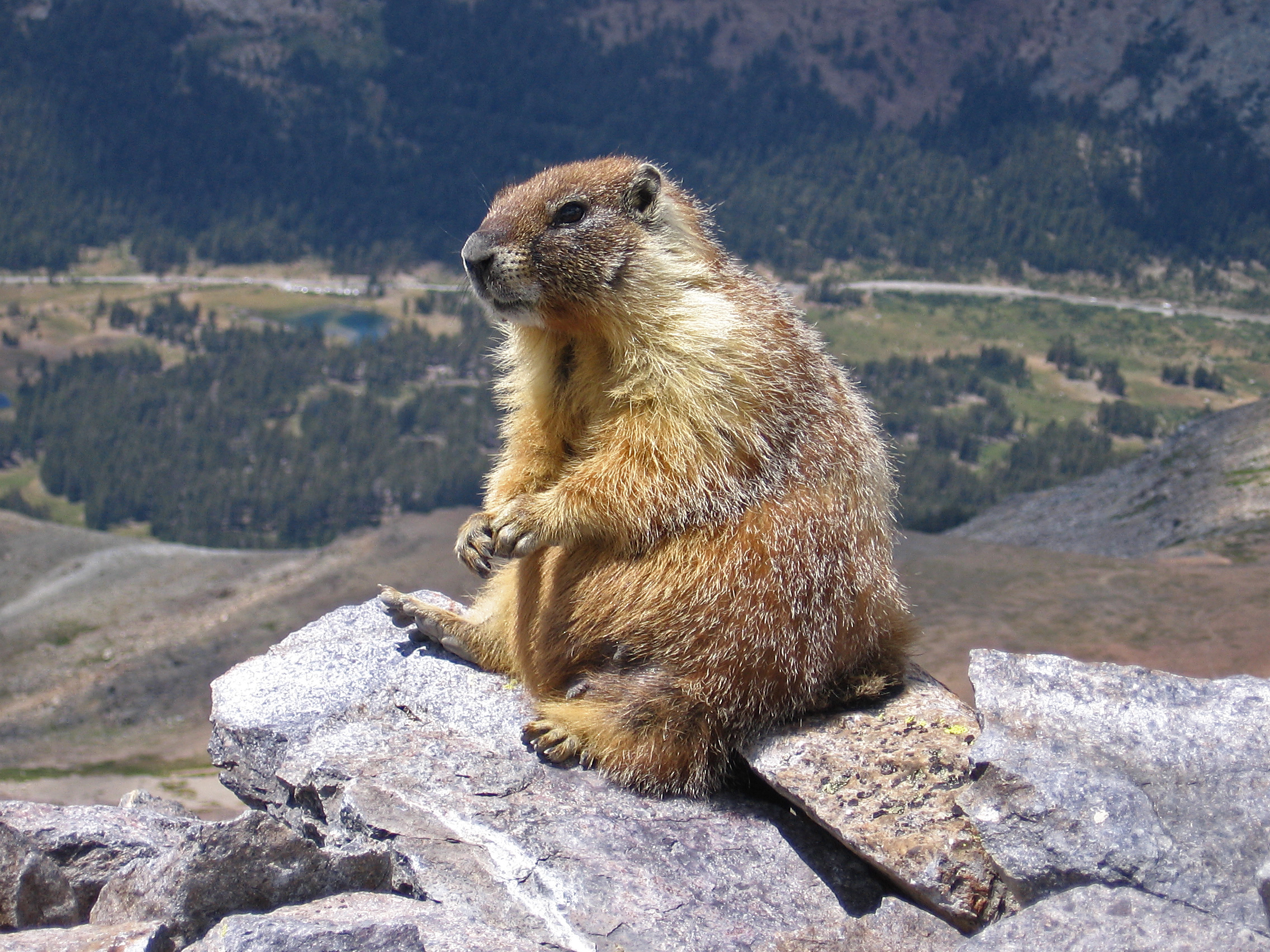
Marmota no Monte Dana, Parque Nacional de Yosemite.

A marmota-de-barriga-amarela vive no sudoeste do Canadá e no oeste dos Estados Unidos, incluindo as Montanhas Rochosas e a Serra Nevada. Ao norte, sua área de distribuição se estende até o sul da Colúmbia Britânica e vai para o leste até as regiões montanhosas e de bacias do Wyoming, leste de Montana, Colorado e sul de Alberta. Para o sul, sua área de distribuição se estende até o norte do Novo México. Habita estepes, prados e outros habitats abertos, às vezes na borda de florestas decíduas ou de coníferas. No Colorado, são encontradas em altitudes que variam de 1.600 m a mais de 4.300 m. No centro e no leste de Washington, são comuns em altitudes baixas.
Eles são encontrados em vales, prados e contrafortes e tendem a ocupar áreas abertas sem vegetação. Seu território é de cerca de 2,5 hectares em torno de várias tocas cavadas durante o verão. Eles optam por cavar tocas sob rochas, pois é menos provável que fiquem visíveis para os predadores. Esses predadores incluem raposas, cães, coiotes, lobos e águias. Ao avistar um predador, a marmota-de-barriga-amarela assobia para avisar os outros que estão na área, depois disso, ela normalmente se esconde em uma pilha de pedras próxima até que não haja mais ameaça.

## Biologia

### Comportamento

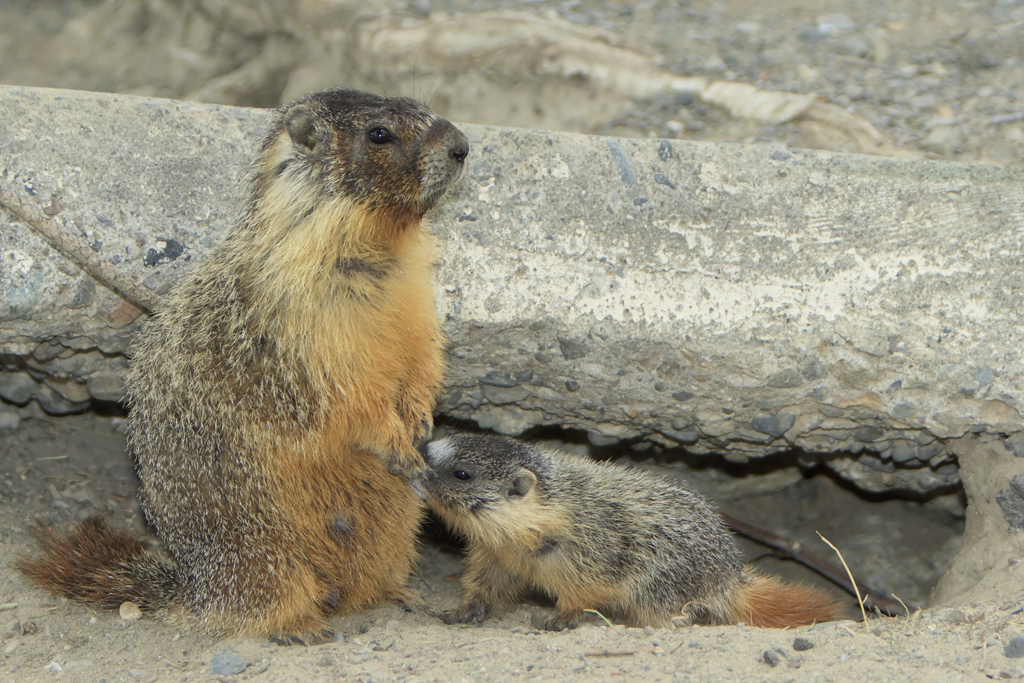
Fêmea com filhote amamentando, Kamloops, Colúmbia Britânica.

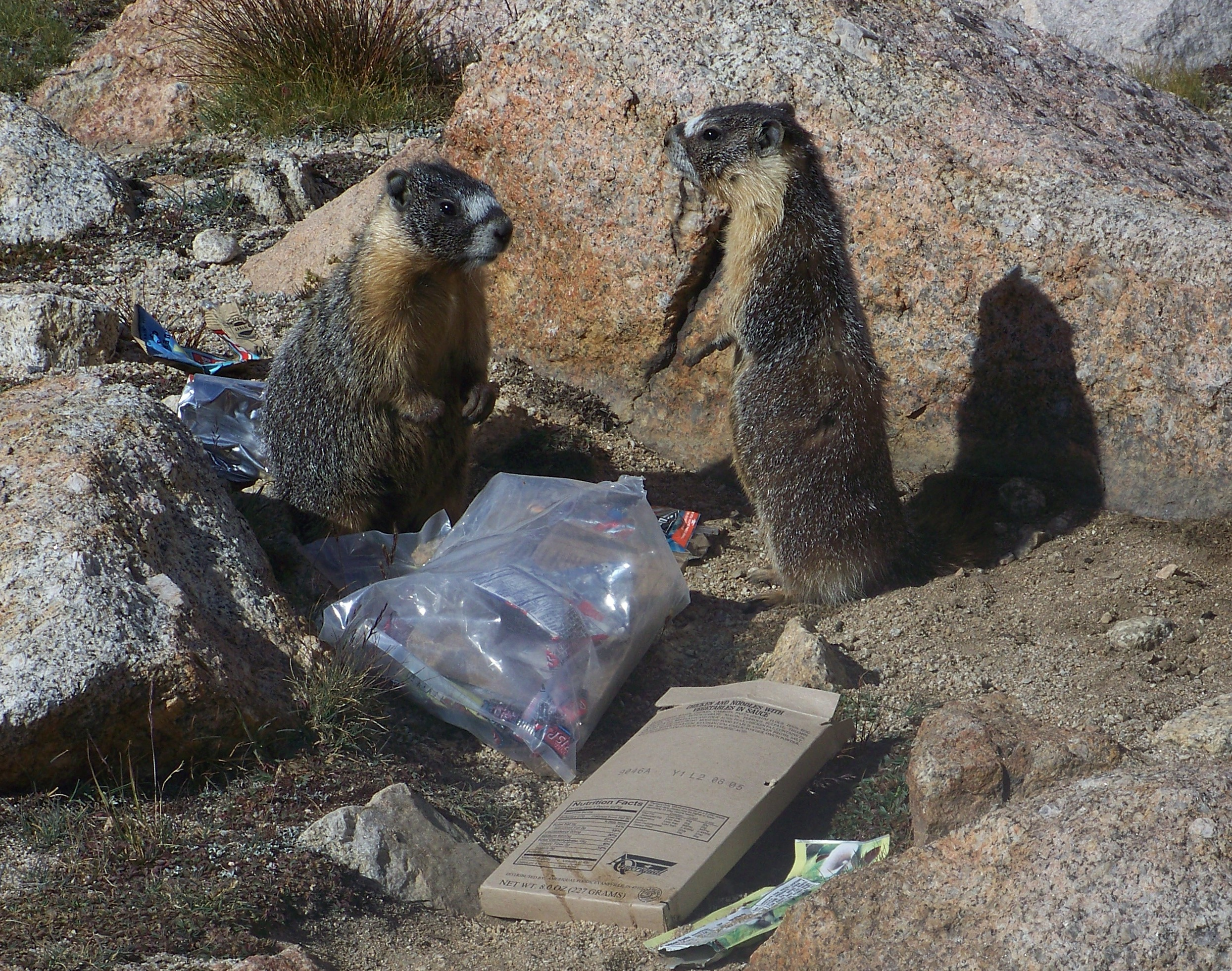
Marmotas comendo lixo deixado por mochileiros no Trail Camp, perto do Monte Whitney, Califórnia.

As marmotas se reproduzem a partir dos dois anos de idade e podem viver até os quinze anos. Elas residem em colônias de cerca de dez a vinte indivíduos. Cada marmota macho cava uma toca logo após acordar da hibernação e começa a procurar fêmeas para se reproduzir. No verão, pode ter até quatro companheiras. As ninhadas geralmente têm uma média de três a cinco filhotes por fêmea. Apenas cerca de metade desses filhotes sobrevivem e conseguem completar um ano de vida. As marmotas têm um sistema de acasalamento do tipo “harém-poligínico”, no qual o macho se reproduz com duas ou três fêmeas ao mesmo tempo. Os filhotes fêmeas tendem a permanecer na área ao redor de sua casa, enquanto os filhotes machos geralmente saem quando completam um ano e defendem uma ou mais fêmeas.
As marmotas-de-barriga-amarela passam cerca de 80% de suas vidas em suas tocas, e 60% desse período é em hibernação. Elas também costumam passar o meio-dia e a noite em uma toca. Essas tocas geralmente são construídas em uma encosta, como uma colina, montanha ou penhasco. As tocas de hibernação podem ter até 5-7 m de profundidade; no entanto, as tocas construídas para uso diário geralmente têm apenas 1 m de profundidade. O período de hibernação varia de acordo com a altitude, mas geralmente vai de setembro a maio. Ocasionalmente, eles sobem em árvores e em outros tipos de flora, embora geralmente sejam terrestres.

### Dieta
As marmotas-de-barriga-amarela são diurnas e menos ativas durante a noite. Elas são onívoras, mas geralmente comem uma grande variedade de plantas, pois são herbívoras generalistas. Elas se alimentam principalmente de grama, grãos, folhas, flores, legumes, ovos de pássaros e insetos. Ocasionalmente, elas também comem frutas e cascas de angiospermas. Em experimentos de escolha de alimentos, sabe-se que as marmotas-de-barriga-amarela rejeitam plantas que contêm agrotóxicos. Por isso, elas consomem flores de tremoceiro, Delphinium e Aquilegia, mas evitam os brotos que contêm compostos tóxicos. A escolha do alimento depende das concentrações de ácidos graxos e proteínas, que estão bem presentes na Potentilla, no  Heracleum maximum e nas folhas do dente-de-leão, que também estão presentes em sua dieta. No final do verão, no entanto, gramíneas e sementes constituem a maior parte de sua dieta. Eles também gostam de se alimentar de alfafa e trevo. Eles bebem menos água, pois sua dieta vegetal atende principalmente às suas necessidades de água.

## Status de conservação
Desde 1996, está listada na categoria "pouco preocupante" da Lista Vermelha de Espécies Ameaçadas de Extinção da IUCN. Como não há grandes ameaças a essa espécie e ela está protegida em várias áreas em toda a sua área de distribuição, não há muita preocupação para que esforços sérios de conservação sejam implementados.